# Конотоп (Пинский район)
Коното́п (бел. Канатоп) — деревня в Пинском районе Брестской области Беларуси. В составе Бобриковского сельсовета. Расположена в 15 км от автодороги Ганцевичи — Логишин (Р-105) и в 70 км от города Пинск, на границе Пинского и Лунинецкого районов.